# Adolf von Trotha
Adolf von Trotha (Coblenza, 1º marzo 1868 – Berlino, 11 ottobre 1940) è stato un ammiraglio tedesco.

## Biografia
Adolf von Trotha nacque il 1 marzo 1868 a Coblenza, all'epoca parte della Provincia del Reno controllata dal Regno di Prussia. Adolf era il terzo figlio di Karl von Trotha (1834–1870), ufficiale ucciso durante la guerra franco-prussiana quando il figlio aveva solo 2 anni. Adolf von Trotha, il 4 giugno 1904, sposò Anna von Veltheim (1877–1964), esponente della medio borghesia.

## Carriera militare
Trotha entrò nella Marina Imperiale nel 1886 e, nel 1891, divenne sottotenente. Nel 1900, fu nominato ufficiale di stato maggiore nella Cina tedesca presso la città di Tianjin. Durante la prima guerra mondiale, nel 1916, divenne capo di stato maggiore della Hochseeflotte.
Dal 13 al 18 marzo 1920, Adolf von Trotha sostenne e partecipò al fallito Putsch di Kapp, dopo il quale decise di dare le dimissioni, ritirandosi ufficialmente dalla marina nell'ottobre dello stesso anno.

## Carriera sotto il Terzo Reich
Dopo il pensionamento, nel 1931, Trotha partecipò ad una manifestazione organizzata dal Fronte di Harzburg, una coalizione di partiti di estrema destra guidata da quello nazista. Dopo che Hitler prese il potere nel 1933, Trotha fu nominato consigliere provinciale di Brandeburgo e di Posen-Prussia Occidentale, mentre il 13 settembre dello stesso anno, Hermann Göring lo nominò membro del Consiglio di Stato prussiano, un organo consultivo che sostituì un consiglio omonimo istituito durante la Repubblica di Weimar.
Il 23 marzo 1934, quando fu fondata la Federazione della marinara tedesca nazista, Trotha ne divenne il presidente, mentre il 15 febbraio dell'anno dopo, fu nominato membro onorario della Gioventù hitleriana.
Adolf von Trotha morì l'11 ottobre 1940 per cause naturali e il suo funerale di stato, al quale partecipò lo stesso Hitler, si svolsero a Berlino.